# Guinea Equatoriale ai Giochi della XXX Olimpiade
La Guinea Equatoriale ha partecipato ai Giochi della XXX Olimpiade di Londra, che si sono svolti dal 27 luglio al 12 agosto 2012, con una delegazione di 2 atleti, entrambi partecipanti alle gare di atletica leggera. Nessuno dei due è riuscito a superare la propria batteria, così la Guinea Equatoriale ha terminato l'avventura londinese senza ottenere medaglie.

## Atletica leggera
Gare maschili
| Atleta          | Gara  | Batterie | Batterie | Semifinali      | Semifinali      | Finale          | Finale          |
| Atleta          | Gara  | Tempo    | Pos.     | Tempo           | Pos.            | Tempo           | Pos.            |
| --------------- | ----- | -------- | -------- | --------------- | --------------- | --------------- | --------------- |
| Benjamín Enzema | 800 m | 1'57"47  | 7º       | non qualificato | non qualificato | non qualificato | non qualificato |

Gare femminili
| Atleta        | Gara           | Batterie | Batterie | Semifinali      | Semifinali      | Finale          | Finale          |
| Atleta        | Gara           | Tempo    | Pos.     | Tempo           | Pos.            | Tempo           | Pos.            |
| ------------- | -------------- | -------- | -------- | --------------- | --------------- | --------------- | --------------- |
| Bibiana Olama | 100 m ostacoli | 16"18    | 9ª       | non qualificata | non qualificata | non qualificata | non qualificata |